# Речи против Катилина
Речите против Катилина (на латински: Orationes In Catilinam) са 4 речи, които римският философ, писател и консул Марк Тулий Цицерон държи през 63 пр.н.е. против сенатора Луций Сергий Катилина.
С тях Цицерон има за цел разкриване, преследване и наказване на втория Катилински заговор – за преврат на Катилина и неговите привърженици против Римската република.
1. Реч (на 7 ноември 63 пр.н.е. пред Сената), Oratio in Catilinam Prima in Senatu Habita
2. Реч (на 8 ноември 63 пр.н.е. пред народа), Oratio in Catilinam Secunda in Senatu Habita ad Populum
3. Реч (на 3 декември 63 пр.н.е. пред народа), Oratio in Catilinam Tertia ad Populum
4. Реч (на 5 декември 63 пр.н.е пред Сената), Oratio in Catilinam Quartum in Senatu Habita